# Rio Soledade
Rio Soledade är ett vattendrag i Brasilien.   Det ligger i delstaten Minas Gerais, i den sydöstra delen av landet, 600 km öster om huvudstaden Brasília.
Omgivningarna runt Rio Soledade är huvudsakligen savann. Runt Rio Soledade är det glesbefolkat, med 12 invånare per kvadratkilometer.